# Claus R. Bartram
Claus-Rainer Bartram (* 2. August 1952 in Hamburg) ist ein deutscher Humangenetiker und Molekularbiologe an der Ruprecht-Karls-Universität Heidelberg.

## Leben
Bartram studierte ab 1972 an der Universität Hamburg Philosophie und Medizin. 1978 schloss er sein Studium der Medizin mit dem Staatsexamen ab und promovierte „mit Auszeichnung“ mit der Arbeit Cytogenetische Untersuchungen an Chromosomen des Menschen nach Markierung mit 5-Bromdeoxyuridin zum Dr. med. Zwischen 1979 und 1985 absolvierte er die Facharztausbildung zum Pädiater (Kinderarzt) am Universitätsklinikum Düsseldorf und am Universitätsklinikum Ulm, unterbrochen von einem von der Deutschen Forschungsgemeinschaft (DFG) geförderten Forschungsaufenthalt an der Abteilung für Zellbiologie und Genetik (Dirk Bootsma) an der Erasmus-Universität Rotterdam. 1985 habilitierte Bartram sich mit der Arbeit Molekulargenetische Charakterisierung von Leukämien des Menschen im Fach Pädiatrie.
1987 erhielt Bartram eine Professur für Molekularbiologie an der Universität Ulm, 1993 erhielt er einen Ruf auf den dortigen Lehrstuhl für Klinische Molekularbiologie. Im selben Jahr erwarb er den Facharzttitel für Humangenetik. Von 1995 bis 2019 war er Direktor des Instituts für Humangenetik an der Ruprecht-Karls-Universität Heidelberg. Einen Ruf 1999 an die Erasmus-Universität Rotterdam lehnte er ab.
Bartram ist verheiratet. Er hat drei Kinder.

## Wirken
Bartram beschäftigt sich wissenschaftlich vor allem mit Tumorgenetik, insbesondere mit der molekulargenetischen Charakterisierung von Leukämien und erblicher Neigung zu Krebserkrankungen. Er arbeitet interdisziplinär und translational zwischen Grundlagenforschung und Behandlung am Krankenbett. Weitere Schwerpunkte Bartrams sind ethische Fragen der Humangenetik, insbesondere der pränatalen und prädiktiven genetischen Diagnostik als Ausgangspunkt für genetische Diskriminierung.
Zwischen 2001 und 2004 war Bartram Prodekan der medizinischen Fakultät in Heidelberg, zwischen 2004 und 2014 Dekan. Zwischen 2002 und 2006 war er Vorsitzender der Deutschen Gesellschaft für Humangenetik (GfH).
Bartram war 1997 an der Aufdeckung des Fälschungsskandals um die Ulmer Krebsforscher Friedhelm Herrmann und Marion Brach beteiligt.

## Auszeichnungen und Mitgliedschaften (Auswahl)
- 1990 Wissenschaftspreis des Johann-Georg-Zimmermann-Preises[7]
- 1992 Robert Pfleger-Forschungspreis[8]
- 1999 Deutsche Krebshilfe Preis
- 2004 Mitglied der Leopoldina[9]

## Schriften (Auswahl)
- A. E. Kulozik, W, M. Hentze, C. Hagemeier, C. R. Bartram: Molekulare Medizin. Grundlagen, Pathomechanismen, Krankheitsbilder. Walter de Gruyter, 2000. ISBN 978-3-11-015097-1
- C. R. Bartram, J. P. Beckmann, F. Breyer, G. H. Fey, C. Fonatsch, B. Irrgang, J. Taupitz, K. M. Seel, F. Thiele: Humangenetische Diagnostik. Wissenschaftliche Grundlagen und gesellschaftliche Konsequenzen. Wissenschaftsethik und Technikfolgenbeurteilung. Band 7, Springer Verlag, 2000. ISBN 978-3-540-67945-5
- W. Hiddemann, H. Huber, C. R. Bartram: Die Onkologie. Springer Verlag 2004. ISBN 978-3-540-64648-8; 2. Auflage 2010. ISBN 978-3-540-79724-1